# Ole Kirk Christiansen
Ole Kirk Christiansen (auch Kristiansen; * 7. April 1891 in Filskov bei Billund; † 11. März 1958 in Billund) war ein dänischer Kunsttischler und Spielzeugmacher. Er gründete zusammen mit seinem Sohn Godtfred das Unternehmen Lego und war der Erfinder der Lego-Steine.
Er begann 1932 mit der Produktion von Holzspielzeug. 1949 fertigte er die ersten Legosteine aus Kunststoff. Darauf reichte sein Sohn am 28. Juli 1958 seinen Entwurf des neuen Legosteins ein, sodass dieses Datum als Geburtstag der Legosteine gilt.

## Kindheit und Jugend
Ole Kirk Christiansen wurde als zehntes Kind von Jens Niels Christiansen und Kirstine Christiansen in Filskov (heute zur Billund Kommune gehörig) geboren. Im Alter von 14 Jahren begann er eine Tischler-Lehre bei seinem älteren Bruder Kristian Bonde Christiansen. Zwischen 1911 und 1916 arbeitete er als Tischler im Ausland.

## Gründung von Lego
1916 erwarb Christiansen mit seinem ersparten Geld eine Tischlerei in Billund. In den 1920ern konzentrierte sich die Arbeit des Betriebs vor allem auf den Häuserbau und die Fertigung von Haushaltsgegenständen für die lokale Gemeinde. Im Zuge der Weltwirtschaftskrise in den frühen 1930ern geriet das Unternehmen in finanzielle Schwierigkeiten. Um die Verkaufszahlen zu erhöhen, beschloss Christiansen mehr billigere Holzprodukte einschließlich Holzspielzeug zu fertigen. Im Jahr 1932 verlagerte sich Christiansens Unternehmen hauptsächlich auf die Produktion von Holzspielzeug, was seitdem als Gründungsjahr der Firma Lego angesehen wird. 1934 gab Christiansen seinem Unternehmen den Namen Lego. Der Name ist eine Abkürzung für „leg godt“, dänisch für „spiel gut“.
Christiansen gelang es, sein Unternehmen auch während des Zweiten Weltkriegs und der deutschen Besetzung Dänemarks aufrechtzuerhalten. 1942 erlebte das Unternehmen einen großen Rückschlag: Ein durch einen Kurzschluss ausgelöster Brand zerstörte seine Fabrik, seine gesamten Lagerbestände und Baupläne. Die Auswirkungen so vieler Rückschläge brachten Christiansen fast dazu, sein Geschäft aufzugeben. Er entschied sich jedoch für einen Neustart. Noch während des Zweiten Weltkriegs wurde eine neue Fabrik samt Fließband errichtet, die im Jahr 1944 fertig gestellt wurde.
1947 begann Lego mit der Herstellung von Spielzeug aus Kunststoff, nachdem im selben Jahr Christiansen für seine Firma als erster Spielzeughersteller in Dänemark eine Kunststoff-Spritzgussmaschine erworben hatte. 1949 produzierte das Unternehmen seine ersten Klemmbausteine unter der Bezeichnung Automatic Binding Brick. Diese Steine waren eine Modifikation der als Self-Locking Building Bricks vermarkteten Kunststoff-Klemmbausteine des britischen Spielzeug-Unternehmers Hilary Page. Sie hatten bereits die Abmessungen der noch heute produzierten Legosteine, waren aber in den ersten Jahren der Produktion innen völlig hohl, wodurch die mit diesen Steinen gebauten Modelle nicht besonders stabil waren. In den 1950ern produzierte Lego neben Klemmbausteinen auch weiteres Kunststoff-Spielzeug (vor allem Modellautos) sowie nach wie vor auch Holzspielzeug. Christiansens Sohn Godtfred Kirk Christiansen behob die Designschwäche der ersten Legosteine, indem er Röhren in die Unterseite der Steine integrierte. Dieses neue Konstruktionsprinzip wurde am 28. Januar 1958 in Dänemark zum Patent angemeldet. Seitdem blieb die Form und Funktionsweise der Standard-Steine, die in den nachfolgenden Jahrzehnten noch durch tausende weitere Abwandlungen und Sonderformen ergänzt wurden, bis heute nahezu unverändert. Wenige Wochen später, am 11. März 1958, verstarb Ole Kirk Christiansen im Alter von 66 Jahren an den Folgen eines Herzstillstandes. Sein Sohn Gotfred übernahm die Leitung des Unternehmens und führte es bis zu seinem Tod im Jahr 1995.

## Familie
Christiansen heiratete 1916 die Norwegerin Kirstine Sørensen. Zusammen hatten sie vier Söhne namens Johannes, Karl Georg, Godtfred und Gerhardt. Kristine starb im Jahr 1932. Zwei Jahre später heiratete er erneut. Mit seiner zweiten Frau, Sofie Jörgensen, hatte er eine gemeinsame Tochter. Sein 1947 geborener Enkel Kjeld Kirk Kristiansen war von 1979 bis 2004 Chief Executive Officer der Lego A/S und ist Mehrheitsaktionär des Unternehmens.